# Улица Краснодонцев (Сестрорецк)
У́лица Краснодо́нцев — улица в городе Сестрорецке Курортного района Санкт-Петербурга. Проходит от 1-й линии до Большой Горской улицы. На север продолжается Проходной дорожкой.
Первоначальное название — Песо́чная улица. Оно появилось в начале XX века и дано по характеру местности.
В 1960-х годах Песочную переименовали в улицу Краснодонцев — в честь участников подпольной комсомольской организации «Молодая гвардия», действовавшей в городе Краснодоне (Луганская область Украины) во время Великой Отечественной войны. Относительно неподалеку, на Горском кладбище, был перезахоронен прах члена организации Георгия Матвеевича Соловьёва (1918—1943), уроженца поселка Лисий Нос. В Большой топонимической энциклопедии высказано предположение, что именно с этим связано название улицы. Однако, название улицы появилось в 1960-х, а о судьбе Соловьева стало известно в 80-х; перезахоронение было произведено в 1986 году.